# Van Veeteren – Moreno och tystnaden
Moreno och tystnaden är en svensk-tysk-dansk-norsk-finsk thriller från 2006 i regi av Erik Leijonborg med Sven Wollter, Eva Rexed och Thomas Hanzon i huvudrollerna.  Filmen hade svensk biopremiär den 27 januari 2006 och släpptes på DVD den 3 maj 2006.

## Handling
En sen kväll ringer en ung kvinna polisens larmcentral. Då hon är mycket upprörd lyckas inte Eva Moreno, som av en slump tar emot samtalet, få veta så mycket mer än hennes namn och att hon hålls fången i en, för henne, okänd byggnad. Samtalet pågår i alla fall tillräckligt länge för att polisen skall lyckas spåra det till en öde lokal i ett industriområde. Men när Moreno och hennes följeslagare hittar tjejen är det för sent. Och efter att både följt hennes dödskamp och funnit hennes kropp, känner Moreno sig personligen engagerad och ber sin chef om få ta hand om detta fall. Då hon redan har mycket att göra, tvingas hon att ta officiell hjälp från rikskriminalens representant Jaan Blauveldt (Björn Bengtsson) och inofficiell från sin före detta chef Van Veeteren (Sven Wollter) som numera är pensionerad.

## Om filmen
Detta är den fjärde av sex filmer om polisen Van Veeteren som, tillsammans med Carambole (den tredje filmen), hade biopremiär, medan de övriga fyra gavs ut direkt på DVD innan de visades på Canal+ och TV4. Alla filmer är baserade på Håkan Nessers böcker om kommissarie Van Veeteren.

## Rollista (i urval)
- Sven Wollter - Van Veeteren
- Eva Rexed - Eva Moreno
- Philip Zandén - Reinhardt
- Björn Bengtsson - Jean Blauvelt
- Thomas Oredsson - Rooth
- Peter Engman - Leo Kuntze
- Sofie Malmborg - Ulla Sommel
- Gustav Levin - Benjamin Sommel
- Julia Högberg - Katarina Swartz
- Gösta Bredefeldt - Mathias Hauptman
- Jan Waldekranz - Jelinek
- Mattias Malmgren - Lourens
- Tommy Andersson - kepsman
- Magnus Reinfeldt - flirtande man
- Caroline Rauf - postförman
- Micke Benterud - kriminaltekniker
- Ola Andersson - kriminaltekniker
- Anders Landberg - uniformerad polis
- Magnus Byström - uniformerad polis
- Robert Valsinger - bartender
- Anna-Carin Franzén - vaktmästare